# Verband jüdischer Jugendvereine Deutschlands
Der Verband jüdischer Jugendvereine Deutschlands war ein Dachverband im Bereich der Jüdischen Jugendbewegung. Er wurde 1909 gegründet. Sein Organ Mitteilungen des Verbandes der Jüdischen Jugendvereine Deutschlands erschien mindestens bis 1921, die Redaktion und die Geschäftsstelle befanden sich an der Burgstraße 26 in Berlin.